# Macaca ochreata
Macaca ochreata é um Macaco do Velho Mundo da subfamília Cercopithecinae e endêmico das Celebes, Indonésia. É um animal diurno e passa a maior parte do tempo nas árvores. Tem entre 50 e 59 cm de comprimento, e a cauda possui entre 35 e 40 cm.
Se alimenta de frutos de Ficus, cereais e invertebrados.
Existem duas subespécies:
- M. o. ochreata
- M. o. brunnescens